# Hypena lativitta
Hypena lativitta är en fjärilsart som beskrevs av Moore 1882. Hypena lativitta ingår i släktet Hypena och familjen nattflyn. Inga underarter finns listade i Catalogue of Life.